# Università di economia di Cracovia
L'Università di economia di Cracovia (in polacco Uniwersytet Ekonomiczny w Krakowie) è una delle cinque università pubbliche polacche di economia. Fondata nel 1925 è la più grande università di scienze economiche in Polonia e con i circa 21000 studenti è una delle tre più grandi di Cracovia
.